# Кикути, Наоя
Наоя Кикути (яп. 菊地 直哉 Кикути Наоя, род. 24 ноября 1984 года в Симидзу) — японский футболист, защитник.

## Карьера
На протяжении своей футбольной карьеры выступал за клубы «Джубило Ивата», «Альбирекс Ниигата», «Карл Цейсс», «Оита Тринита», «Саган Тосу».

## Национальная сборная
В 2010 году сыграл за национальную сборную Японии 1 матч.

## Статистика за сборную
| Сборная Японии | Сборная Японии | Сборная Японии |
| Год            | Матчи          | Голы           |
| -------------- | -------------- | -------------- |
| 2010           | 1              | 0              |
| Итого          | 1              | 0              |

## Достижения
- Кубок Императора; 2003